# Clathrodrillia
Clathrodrillia is een geslacht van weekdieren uit de klasse van de Gastropoda (slakken).

## Soorten
- Clathrodrillia allyniana (Hertlein & Strong, 1951)
- Clathrodrillia berryi (McLean & Poorman, 1971)
- Clathrodrillia colombiana Fallon, 2016
- Clathrodrillia dautzenbergi (Tippett, 1995)
- Clathrodrillia dolana Dall, 1927
- Clathrodrillia flavidula (Lamarck, 1822)
- Clathrodrillia garciai Fallon, 2016
- Clathrodrillia gibbosa (Born, 1778)
- Clathrodrillia guadeloupensis Fallon, 2016
- Clathrodrillia inimica Dall, 1927
- Clathrodrillia lophoessa (Watson, 1882)
- Clathrodrillia marissae Fallon, 2016
- Clathrodrillia orellana Dall, 1927
- Clathrodrillia parva Fallon, 2016
- Clathrodrillia petuchi (Tippett, 1995)
- Clathrodrillia rubrofasciata Fallon, 2016
- Clathrodrillia salvadorica (Hertlein & Strong, 1951)
- Clathrodrillia solida (C. B. Adams, 1850)
- Clathrodrillia tryoni (Dall, 1889)
- Clathrodrillia walteri (Smith M., 1946)
- Clathrodrillia wolfei (Tippett, 1995)